# Aeroportul Ware
Aeroportul Ware (IATA: UWA, FAA LID: MA53) este un aeroport din Massachusetts, Statele Unite ale Americii.
Situat la o altitudine de 147 m, aeroportul dispune de o singură pistă.